# Trevor Horn
Pour les articles homonymes, voir Horn.
Trevor Horn est un auteur-compositeur, bassiste, chanteur, claviériste et producteur britannique, né le 15 juillet 1949 à Durham, en Angleterre. Après avoir connu le succès en 1979 au sein du duo The Buggles formé avec le claviériste Geoff Downes, il rejoint brièvement avec ce dernier le groupe de rock progressif Yes avec lequel il enregistre l'album Drama, avant de se concentrer sur sa carrière de producteur. Au cours des décennies suivantes, il travaille avec de nombreux artistes, parmi lesquels Paul McCartney, Frankie Goes to Hollywood, Yes (les albums 90125, Big Generator et Fly from Here) et Seal.

## Biographie
Originaire de Houghton-le-Spring, dans le nord-est de l'Angleterre, Trevor Charles Horn commence à jouer de la contrebasse au collège. Après avoir terminé sa scolarité, il travaille comme musicien de studio à Leicester. En 1976, il participe à l'enregistrement de la chanson disco I Love to Love (But My Baby Loves to Dance) de Tina Charles, qui se classe no 1 des ventes au Royaume-Uni. L'année suivante, Horn s'associe avec deux ex-musiciens du groupe de Tina Charles, Geoff Downes (claviers) et Bruce Woolley (guitare), pour fonder le groupe The Buggles, qui tente en vain de décrocher un contrat avec plusieurs maisons de disques. Durant cette période, Horn travaille également comme producteur pour plusieurs groupes et artistes.
Réduits à un duo après le départ de Bruce Woolley, les Buggles signent chez Island Records en 1979. Leur premier single, Video Killed the Radio Star, écrit par Horn, Downes et Woolley, devient no 1 au Royaume-Uni et de nombreux autres pays. Son clip est le premier diffusé par la chaîne de télévision américaine MTV. Le premier album des Buggles, The Age of Plastic, est publié au début de l'année 1980. Vers la même période, Horn et Downes rejoignent le groupe rock progressif Yes, qui vient de perdre son chanteur Jon Anderson et son claviériste Rick Wakeman. La collaboration entre les Buggles et Yes débouche sur l'album, Drama (1980) et la tournée durant laquelle Horn est hué par les fans du groupe, qui n'acceptent pas le remplacement de Jon Anderson. Il préfère quitter le groupe en 1981. Horn termine seul l'enregistrement du second album des Buggles, Adventures in Modern Recording, Downes étant parti rejoindre Asia. L'échec commercial de l'album le convainc de se consacrer dès lors entièrement à sa carrière de producteur.
C'est durant la production de l'album The Lexicon of Love du groupe ABC que Horn réunit les musiciens et techniciens avec qui il travaillera tout au long des années 1980, parmi lesquels Anne Dudley (claviers et arrangements), Gary Langan (ingénieur du son) et J. J. Jeczalik (programmation du Fairlight CMI). Il fonde avec eux le collectif expérimental Art of Noise en 1983. La même année, il crée sa propre maison de disques, ZTT Records, avec sa femme, Jill Sinclair, et le journaliste Paul Morley. Plusieurs artistes signés chez ZTT qu'il produit rencontrent le succès dans les années qui suivent, parmi lesquels Frankie Goes to Hollywood et Propaganda dans les années 1980, puis 808 State et Seal dans les années 1990.
Dans les années 2000, Trevor remonte sur scène à l'occasion de réunions ponctuelles des Buggles ainsi que dans un nouveau groupe, Producers, formé avec le producteur Stephen Lipson.
En 2018, il retrouve le groupe Yes pour enregistrer une nouvelle version de leur album Fly from Here sorti en 2011, réintitulé pour l'occasion Fly from Here : Return Trip  : il y assure les parties vocales initialement chantées par Benoit David. Il retrouve également le groupe sur scène pour quelques titres lors de leur tournée 50e anniversaire.

## Vie privée
Trevor Horn épouse Jill Sinclair en 1980. Ils ont quatre enfants, deux fils (Aaron et William) et deux filles (Gabriella et Alexandra). Jill joue un rôle important dans la carrière de son mari  : c'est elle qui le convainc de se consacrer à la production au début des années 1980. En 1984, elle fonde avec lui SPZ Group, qui chapeaute le label ZTT Records, la compagnie d'édition Perfect Songs et les studios d'enregistrement SARM West. Victime d'un accident de chasse en 2006, elle passe plusieurs années dans le coma et meurt des suites d'un cancer en 2014.

## Discographie
En tant que musicien

### Chromium
- 1979  : Star to Star

### Buggles
- 1980  : The Age of Plastic
- 1981  : Adventures in Modern Recording

### Yes
- Drama, 1980 (musicien)
- 90125, 1983 (producteur)
- Big Generator, 1987 (coproducteur)
- Yesyears, 1991 (compilation)
- Yesstory, 1992 (compilation)
- Highlights : The Very Best of Yes, 1993 (compilation)
- In a Word : Yes (1969–), 2002 (compilation)
- Yes Remixes, 2003 (remixes)
- The Ultimate Yes : 35th Anniversary Collection, 2003/2004 (compilation)
- The Word Is Live, 2005 (musicien)
- Fly from Here, 2011 (musicien producteur)
- Fly from Here – Return Trip, 2018 (musicien producteur mixing)

### Art of Noise
- 1984  : Who's Afraid of the Art of Noise?
- 1999  : The Seduction of Claude Debussy

### The Trevor Horn Band
- 2012  : Made in Basing Street

### Trevor Horn
- 2005  : Trevor Horn – Produced By Trevor Horn : A Concert For The Prince's Trust - Live At Wembley Arena London 2004
- 2017  : The Reflection Wave One - Original Sound Track - CD + DVD
- 2019  : Reimagines the Eighties
- 2023  : Echoes – Ancient & Modern

## Productions

### Années 1970
- John Howard : I Can Breathe Again / You Take My Breath Away, 1978 (single)
- John Howard : Don't Shine Your Light / Baby Go Now, 1979 (single)
- Lips : Say Hello To My Girl / Be Cool From School, 1978 (single)

### Années 1980
- ABC : The Lexicon of Love, 1982
- Dollar : The Dollar Album, 1982
- Spandau Ballet : Instinction, 1982 (single)
- Malcolm McLaren : Duck Rock, 1983
- Frankie Goes to Hollywood : Welcome to the Pleasuredome, 1984
- Band Aid : Do They Know It's Christmas?, 1984 (single)
- Grace Jones : Slave to the Rhythm, 1985
- Propaganda : A Secret Wish, 1985
- Propaganda : Wishful Thinking, 1985
- Godley & Creme : Cry, 1985 (single)
- Frankie Goes to Hollywood : Liverpool, 1986
- Act : Laughter, Tears and Rage, 1988
- Pet Shop Boys : Introspective, 1988
- Pet Shop Boys : It's Alright, 1989 (single)
- Simple Minds : Street Fighting Years, 1989
- Paul McCartney : Flowers in the Dirt, 1989

### Années 1990
- Seal : Crazy, 1990 (single)
- Seal : Seal, 1991
- Marc Almond : Tenement Symphony, 1991
- Terry Reid : The Driver, 1991
- Betsy Cook : The Girl Who Ate Herself, 1992
- Mike Oldfield : Tubular Bells II, 1992
- Tori Amos : The Happy Worker, 1992
- Barry Manilow : Could It Be Magic, 1993 (single)
- Tom Jones : If I Only Knew, 1994 (single)
- Seal : Seal II, 1994
- Cher : It's A Man's World, 1995
- Pet Shop Boys : Alternative, 1995
- Rod Stewart : A Spanner in the Works, 1995
- The Glam Metal Detectives : Everybody Up!, 1995 (single)
- The Glam Metal Detectives : Glam Metal Detectives
- Tina Turner : Wildest Dreams, 1996
- The Frames : Fitzcarraldo, 1996
- Public Demand : Invisible, 1997 (single)
- Seal : Human Being, 1998
- Malcolm McLaren presents Rakim : Buffalo Gals Back to Skool, 1998 (single)
- Lee Griffiths : Feeling the Strain, 1999 (EP)
- Charlotte Church : Just Wave Hello, 1999 (single)
- Charlotte Church : Charlotte Church, 1999

### Années 2000
- Eros Ramazzotti : Stilelibero, 2000
- various artists : Coyote Ugly
- LeAnn Rimes : Can't Fight The Moonlight (single)
- LeAnn Rimes : I Need You, 2001
- Frankie Goes to Hollywood : Maximum Joy (part compilation)
- Pearl Harbour, 2001
- Faith Hill : There You'll Be (single)
- Ali, 2001
- t.A.T.u. : All the Things She Said, 2002 (single)
- t.A.T.u. : 200 km/h in the Wrong Lane, 2002
- Bryan Adams and Hans Zimmer : Spirit : Stallion of the Cimarron, 2002
- Geoff Downes and the New Dance Orchestra : The Collection, 2003
- Seal : Seal IV, 2003
- Seal : Love's Divine, 2003 (single)
- Lovefield : Vivid, 2003
- Texas : Careful What You Wish For, 2003
- Belle and Sebastian : Step into My Office, Baby, 2003 (single)
- Belle and Sebastian : Dear Catastrophe Waitress, 2003
- Belle and Sebastian : I'm a Cuckoo, 2004 (single)
- Belle and Sebastian : Wrapped Up in Books, 2004 (single)
- Frankie Goes to Hollywood : Twelve Inches (part compilation)
- various artists : Music from the Motion Picture Mona Lisa Smile, 2003
- Lisa Stansfield : The Moment, 2004
- Lisa Stansfield : Easier/Treat Me Like a Woman, 2004 (single)
- Tina Turner : All the Best, 2004
- Seal : Best 1991-2004, 2004 (compilation)
- G4 : G4, 2005
- t.A.T.u. : Dangerous and Moving, 2005
- Delays : Valentine, 2006 (single)
- Delays : You See Colours, 2006
- Captain : Broke, 2006 (single)
- Captain : This Is Hazelville, 2006
- Pet Shop Boys : I'm with Stupid, 2006 (single)
- Pet Shop Boys : Fundamental, 2006
- Pet Shop Boys : Concrete
- Pet Shop Boys : Disco 4
- Ewan Pearson : Piece Work
- David Jordan : Place in My Heart, 2007 (single)
- David Jordan : Set the Mood
- Danny Elfman : Wanted : Original Motion Picture Soundtrack, 2008
- John Legend : If You're Out There, 2008 (digital single)
- John Legend : Evolver, 2008
- various artists : Israel - Home of Hope, 2008
- Escala : Escala, 2009
- Kid Harpoon : Once, 2009
- Robbie Williams : Bodies, 2009 (single)
- Robbie Williams : Reality Killed the Video Star, 2009
- Robbie Williams : You Know Me, 2009 (single)
- Aviv Geffen : Aviv Geffen, 2009

### Années 2010
- Rod Stewart : Once in a Blue Moon : The Lost Album, 2010
- The Squad : Three Lions 2010, 2010 (single)
- Robbie Williams & Gary Barlow : Shame, 2010 (single)
- Blackfield : Welcome to My DNA, 2011
- Seal : Soul 2, 2011
- Renato Zero : Chiedi Di Me, 2012
- Renato Zero : Una Canzone Da Cantare Avrai, 2012
- Renato Zero : Tutto Inizia Sempre Da Un Si, 2012
- Renato Zero : Vola Alto, 2012
- Producers : Made in Basing Street, 2012
- Johnny Borrell : Borrell 1, 2013
- Renato Zero : Amo – Capitolo I, 2013
- Billy Idol : Kings & Queens of the Underground, 2014
- Seal : 7, 2015
- Artists for Grenfell : Bridge Over Troubled Water, 2017 (single)
- Trevor Horn The Reflection Wave One Original Sound Track, 2018
- Renato Zero, Zero il Folle (it), 2019
- Rod Stewart with the Royal Philharmonic Orchestra, You're in My Heart, 2019

## Récompenses et distinctions
- Brit Award du meilleur producteur britannique en 1983[3], 1985[4] et 1992[5]
- Grammy Award de l'enregistrement de l'année en 1996 pour Kiss from a Rose de Seal
- Prix de la contribution exceptionnelle à la musique britannique de PRS for Music aux Ivor Novello Awards en 2010[6]
- Commandeur de l'Ordre de l'Empire britannique en 2011[7].
- Docteur honoraire en musique de l'université de Southampton Solent en 2012